# كوكال سيلاويسي
كوكال سيلاويسي (الاسم العلمي: Centropus celebensis) (بالإنجليزية: Bay Coucal)‏ هو نوع من الطيور يتبع جنس الكوكال من فصيلة طيور الوقواق.